# Samit (sastanak)
Samit je sastanak šefova država  i/ili Vlada dve ili više suverenih zemalja. Diplomatija na vrhu se ispoljava u formi bilateralne (uz učešće šefova država ili Vlada dve države) ili multilateralne (uz učešće lidera tri ili više država ili Vlada) diplomatije.
Samit dipomatija je neretko institucionalizovana i egzistira kao stalna ili redovna, poput redovnih godišnjih sastanaka Grupe G-7, odnosno G-8 na multilateralnom planu i redovnih polugodišnjih, npr. Nemačko-Francuskih samita na predsedničkom bilateralnom nivou. Pored stalne samit diplomatije, značajna je i ad hoc samit diplomatija, ali više kao ceremonijalna ili komemorativna, nego kao oblik rešavanja nekog važnog spoljnoplitičkog pitanja. 
Vid diplomatije kao što su "samiti" šefova država ili vlada nije nov oblik diplomatije. Po prirodi mnogi poslovi najvišeg značaja ne mogu biti rešavani redovnom diplomatskom komunikacijom. Diplomate često nisu u stanju da po nekim pitanjima samostalno obavljaju zadatke. Ovde je mogući razlog učestano mešanje čelnika države ili  sklonost ka direktnim kontaktima najviših funkcionera zemalja. Samiti šefova država ili vlada nastaju i iz potrebe da se nekom pitanju ili pitanjima da prvostepeni značaj. Ovo je slučaj i sa samitima Pokreta nesvrstanih gde su učesnici po pravilu bili predsednici ili premieri svojih zemalja. Format pregovarača po pravilu ukazuje na bitnost  predviđenih tema za konkretnu državu-učesnicu. U nekim slučajevima, međutim, sastanci "na vrhu" mogu imati i samo ceremonijalni karakter.